# Bound for Glory 2005
Bound for Glory 2005 è stata la prima edizione del pay-per-view prodotto dalla federazione Total Nonstop Action Wrestling (TNA). L'evento ha avuto luogo il 23 ottobre 2005 presso l'Impact Zone di Orlando in Florida.

## Risultati
| #  | Match | Stipulazioni                                                         | Durata         |
| -- | --- | -------------------------------------------------------------------- | -------------- |
| 1  | Sonjay Dutt ha sconfitto Alex Shelley, Austin Aries e Roderick Strong                                                             | Fatal 4-way match                                                    | 12:07 Pre-show |
| 2  | Samoa Joe ha sconfitto Jushing Linger                                                                                             | Single match                                                         | 07:27          |
| 3  | The Diamonds in the Rough (David Young, Elix Skipper e Simon Diamond) hanno sconfitto Apolo, Shark Boy e Sonny Siaki              | Six-man tag team match                                               | 07:03          |
| 4  | Monty Brown ha sconfitto Lance Hoyt                                                                                               | Single match                                                         | 06:29          |
| 5  | Team Canada (A-1, Bobby Roode e Eric Young) ha sconfitto 3Live Kru (B.G. James, Konnan e Ron Killings)                            | Six-man tag team match                                               | 06:08          |
| 6  | Petey Williams ha sconfitto Chris Sabin e Matt Bentley (con Traci)                                                                | Three Way Ultimate X match per il titolo TNA X Division Championship | 13:13          |
| 7  | America's Most Wanted (Chris Harris e James Storm) (con Gail Kim) (c) hanno sconfitto The Naturals (Andy Douglas e Chase Stevens) | Tag team match per il titolo NWA World Tag Team Championship         | 10:37          |
| 8  | Rhino ha sconfitto Abyss (con James Mitchell), Jeff Hardy e Sabu                                                                  | Four-way monster ball match                                          | 12:20          |
| 9  | AJ Styles (c) ha sconfitto Christopher Daniels (1-0)                                                                              | 30-Minute Iron Man match per il titolo TNA X Division Championship   | 30:00          |
| 10 | Rhino ha sconfitto Abyss, AJ Styles, Jeff Hardy, Kip James, Lance Hoyt, Monty Brown, Ron Killings, Sabu e Samoa Joe               | Ten-man gauntlet match                                               | 14:12          |
| 11 | Rhino ha sconfitto Jeff Jarrett (con Gail Kim) (c)                                                                                | Single match per il titolo NWA World Heavyweight Championship        | 05:30          |
|    | (c) = campione in carica al momento dell'inizio del match                                                                         |                                                                      |                |